# Cyclohexeenoxide
Cyclohexeenoxide is een organische verbinding met als brutoformule C6H10O. Het is een epoxide dat voorkomt als een kleurloze vloeistof, die slecht oplosbaar is in water.

## Synthese
Cyclohexeenoxide kan bereid worden door de oxidatie van cyclohexeen met behulp van waterstofperoxide:

## Toepassingen
De stof wordt gebruikt als monomeer bij de productie van polymeren.